# Regina Casé
Regina Casé (Rio de Janeiro, 25 febbraio 1954) è un'attrice brasiliana.

## Biografia
Il suo percorso artistico è cominciato in teatro, all'inizio degli anni 70, nella compagnia Asdrúbal Trouxe o Trombone , fondata da lei stessa insieme a Hamilton Vaz Pereira, Jorge Alberto Soares, Luiz Arthur Peixoto e Daniel Dantas. Nel 1978 è apparsa per la prima volta in un film, Tudo Bem; tra le pellicole successive, vanno menzionate quelle al fianco di Sônia Braga (Eu te amo e l'hollywoodiana Il dittatore del Parador in arte Jack), nonché O Cinema Falado, unico lungometraggio diretto dal cantante Caetano Veloso. Nel 2000 ha sostenuto il ruolo principale nel film Eu tu eles, presentato alla Mostra del Cinema di Cannes. Nel 2014 è stata nel cast del film collettivo Rio, eu te amo. L'attrice ha preso parte anche ad alcune telenovelas: tra quelle arrivate in Italia è da citare Doppio imbroglio, dove ha sostenuto il ruolo della vivacissima Albertina Pimenta, detta "Tina Pepper" in quanto sfegatata fan di Tina Turner. Nel 2016 è stata tra le celebrità brasiliane che hanno tenuto a battesimo le Olimpiadi di Rio de Janeiro .

## Vita privata
Cattolica praticante, ama leggere le vite dei santi. Si è sposata due volte, nella stessa chiesa dove si erano uniti in matrimonio i genitori e dove lei aveva già ricevuto battesimo, prima comunione e cresima ; il suo primo marito è stato Hamilton Vaz Pereira, uno dei partner artistici ai tempi dell'Asdrúbal Trouxe o Trombone, ma la coppia ha poi divorziato. 
Regina Casé nella sua vita è rimasta incinta cinque volte in tutto, perdendo poi però quattro dei bambini che aspettava . Ha due figli: da una breve relazione è nata la figlia Benedita Casé Zerbini, attrice anche lei, divenuta progressivamente sorda già nell'infanzia ; l'altro figlio, Rodrigo Casé Ciavatta, è stato adottato all'età di cinque mesi da Regina Casé insieme al secondo marito.

## Omaggi
- Viene citata nella canzone Todas as Mulheres do Mundo di Rita Lee.

## Filmografia

### Attrice

#### Cinema
- Tudo Bem, regia di Arnaldo Jabor (1978)
- Chuvas de Verão, regia di Carlos Diegues (1978)
- Os Sete Gatinhos, regia di Neville de Almeida (1980)
- Un caldo incontro (Eu Te Amo), regia di Arnaldo Jabor (1981)
- Corações a Mil, regia di Jom Tob Azulay (1981)
- O Segredo da Múmia, regia di Ivan Cardoso (1982)
- Onda Nova, regia di José Antonio Garcia e Ícaro Martins (1983)
- A Marvada Carne, regia di André Klotzel (1985)
- Areias Escaldantes, regia di Francisco de Paula (1985)
- Brás Cubas, regia di Júlio Bressane (1985)
- O Cinema Falado, regia di Caetano Veloso (1986)
- Il dittatore del Parador in arte Jack (Moon Over Parador), regia di Paul Mazursky (1988)
- Fogo e Paixão, regia di Marcio Kogan e Isay Weinfeld (1988)
- O Grande Mentecapto, regia di Oswaldo Caldeira (1989)
- Lá e Cá, regia di Sandra Kogut - cortometraggio (1995)
- Eu tu eles, regia di Andrucha Waddington (2000)
- Som e Fúria: O Filme, regia di Fernando Meirelles e Toniko Melo (2009)
- Rio, eu te amo, regia collettiva (2014) - (segmento "Dona Fulana")
- Made in China, regia di Estevão Ciavatta (2014)
- È arrivata mia figlia! (Que Horas Ela Volta?), regia di Anna Muylaert (2015)
- Três Verões, regia di Sandra Kogut (2019)

#### Televisione
- Chico Anysio Show – serie TV (1982)
- Adamo contro Eva (Guerra dos Sexos) – serie TV (1983)
- Vereda Tropical – serie TV (1984)
- Plunct, Plact, Zuuum II, regia di Augusto Cesar Vanucci – film TV (1984)
- Doppio imbroglio (Cambalacho) – serie TV (1986)
- TV Pirata – serie TV, episodi 1x1 (1988)
- Programa Legal – serie TV (1991)
- Programa de Auditório, regia di Jorge Fernando e José Henrique Fonseca – film TV (1994)
- TV Colosso Especial, regia di Mário Meirelles e Roberto Vaz – film TV (1995)
- Os Normais – serie TV, episodi 1x10 (2001)
- As Filhas da Mãe – serie TV, 125 episodi (2001-2002)
- Amazônia: De Galvez a Chico Mendes – miniserie TV (2007)
- Ciranda de Pedra – serial TV, episodi 1x102-1x104-1x108 (2008)
- Som & Fúria – serie TV, 5 episodi (2009)
- Papai Noel Existe, regia di Estevão Ciavatta – film TV (2010)
- Divertics – serie TV (2013)
- Amor de Mãe – serie TV, 10 episodi (2019-2020)

### Regista

#### Televisione
- City of Men (Cidade dos homens) – serie TV, 4 episodi (2002-2005)